# Phúc Đồng (xã)
Phúc Đồng là một xã thuộc huyện Hương Khê, tỉnh Hà Tĩnh, Việt Nam.

## Địa lý
Xã Phúc Đồng có diện tích 21,23 km², dân số năm 1999 là 4.926 người, mật độ dân số đạt 232 người/km².

## Lịch sử
Ngày 17 tháng 7 năm 2019, HĐND tỉnh Hà Tĩnh ban hành Nghị quyết số 157/NQ-HĐND về việc sáp nhập Thôn 2 vào Thôn 1 và Thôn 3.
Ngày 18 tháng 7 năm 2024, HĐND tỉnh Hà Tĩnh ban hành Nghị quyết số 188/NQ-HĐND về việc:
- Sáp nhập Thôn 7 vào Thôn 6 và Thôn 8.
- Sáp nhập Thôn 9 vào Thôn 10.